# Jaśkowice (powiat opolski)
Jaśkowice (dodatkowa nazwa w j. niem. Jaschkowitz) – wieś w Polsce położona w województwie opolskim, w powiecie opolskim, w gminie Prószków.
W okresie hitlerowskiego reżimu w latach 1936-1945 miejscowość nosiła nazwę Johannsdorf. W czasie II wojny światowej niemieccy naziści zorganizowali w miejscowości obóz pracy przymusowej. Więźniowie tego obozu (Polacy, Rosjanie i Żydzi) pracowali przy budowie pobliskiej autostrady.
Od 1950 miejscowość należy administracyjnie do województwa opolskiego.